# Valentinijan III.
Valentinijan III.  (Ravenna, 2. srpnja 419. – Rim, 16. ožujka 455.), puno ime Flavius Placidus Valentinianus, od 424. do 455. car Zapadnog Rimskog Carstva. 

## Životopis
Valentinijan III. je bio jedini sin cara Konstancija III. i Gale Placidije, kćeri cara Teodozija I. Velikog i unuke cara  Valentinijana I. te polusestre zapadnorimskog cara Honorija. Budući da car Honorije nije imao djece, proglasio je oko 421. godine maloljetnog Valentinijana svojim nasljednikom. Zbog sukoba s Honorijem, Gala Placidija je 423. godine, pobjegla sa sinom i kćerkom na dvor Teodozija II. u Konstantinopol.
Poslije Honorijeve smrti 423. godine, titulu i vlast cara na Zapadu, preuzeo je uzurpator Ivan uz pomoć moćnog patricija Flavija Kastina. Car Teodozije II. suprotstavio se uzurpatoru i imenovao Valentinijana za cezara Zapadnog Rimskog Carstva u Solunu 424. godine kako bi ga pripremio za preuzimanje zapadnorimskog prijestolja. Potom je Teodozije II. poveo kratki rat u Italiji, s ciljem osvajanja carskog grada Ravenne i svrgavanja uzurpatora, tijekom kojeg je, 23. listopada 425. U Rimu, okrunio Valentinijana za cara na Zapadu. Pohod je bio uspješan, uzurpator Ivan je bio uhvaćen i smaknut.
Kako je Valentinijan u vrijeme izglašavanja za cara bio tek šestogodišnji dječak, njegova je majka Gala Placidija postala regenticom Zapadnog Carstva. Kasnije je gotovo svu vlast u Carstvu preuzeo magister militum Aecije, a za to vrijeme je Valentinijan uživao baveći se fizičkim aktivnostima, konjaništvom i streličarstvom i okružujući se astrolozima i čarobnjacima.
Godine 437. oženio je Liciniju Eudokiju (422. – 462.), kćer cara  Teodozija II. i Atenaide. Za vrijeme njegove vladavine učestali su barbarski upadi Vizigota i Sveva koji su opustošili velik dio Carstva, dok su Afriku osvojili Vandali.
Godine 454. ubio je Aecija zbog navodne urote, nakon čega su ga ubile Aecijeve pristaše.

## Vanjske poveznice
|  | Zajednički poslužitelj ima još gradiva o temi Valentinijan III. |

- Valentinijan III. Hrvatska enciklopedija
- Valentinijan III. Proleksis enciklopedija
- Valentinian III Britannica (engl.)
- Valentinian III – roman-empire.net  Arhivirana inačica izvorne stranice od 24. rujna 2015. (Wayback Machine) (engl.)

| Prethodnik: | Rimski carevi (425. – 455.) | Nasljednik:      |
| Ivan        | Rimski carevi (425. – 455.) | Petronije Maksim |